# Redd Inc.
Redd Inc. è un film horror del 2012 diretto Daniel Krige e scritto da Jonathon Green e Anthony O'Connor.

## Trama
Una serie di immagini mostrano un uomo, Thomas Reddmann, venire arrestato con l'accusa di essere il cacciatore di teste. Molte persone lo accusano di tantissimi omicidi, tra cui una Medium e un poliziotto. L'uomo viene per questo rinchiuso in un ospedale psichiatrico, sotto la guida di un prestigioso dottore. Qualcuno appicca fuoco all'ospedale, facendo scappare moltissimi pazienti. Il corpo di Thomas Reddman viene ritrovato senza vita.
Ad Annabelle Hale viene rifiutata un'altra richiesta d'ammissione nelle grandi azioni industriale. La ragazza, paga le bollette del suo appartamento grazie a un sito web pornografico dove si spoglia in cambio di soldi. In questo sito, riceve la richiesta per spogliarello privato dal contatto “Innocent”. L'uomo dall'altra parte del PC le fa tuttavia strani domande, riattaccando subito la webcam. La ragazza, dopo un attimo di distrazione, viene aggredita e rapita da un uomo col passamontagna.
La spogliarellista si risveglia in una stanza, incatenata a una sedia con davanti un PC. Insieme a lei ci sono altre cinque persone: William Tucker, Edward Crandell, Rudy Khan, Sheena O'Leary e Guy Marr. Ai ragazzi, appare come “datore di lavoro” Thomas Reddmann, dicendogli che tutti hanno in qualche modo contribuito a mandarlo in prigione. Annabelle e William sono i testimoni oculari, Edward il poliziotto che l'ha incastrato, Sheena la sensitiva. Ora, dovranno lavorare al suo servizio copiando delle pratiche e ad ogni errore, gli verrà inflitto una ferite. Al quinto verranno uccisi.
I ragazzi dovranno sopportare l'assurda follia del loro “datore di lavoro”. Comprendono tuttavia che il corpo rinvenuto nel manicomio non il suo. Il Reddmann che si è presentato, è quello vero, in carne e ossa, nonostante abbia molte cicatrici. L'uomo, chiederà ai nuovi assunti di scoprire chi sia il vero “Cacciatore di teste”.